# ルーシー・ケント
ルーシー・ケント（Lucy Kent、8月24日 - ）は、アメリカ合衆国ニューヨーク州出身のラジオパーソナリティ・モデル・歌手である。

## 来歴・人物
アメリカ人と日本人の両親を持つ。アメリカ生まれ、3歳の時に東京に移住。 
8歳の時に原宿でスカウトされ、雑誌・ポスター・TV CM・TVアシスタント等、モデルとして活動をはじめる。
高校に通う傍らダンスレッスンを始める。高校卒業後、ラジオDJ、ナレーター、MCとしての活動を開始する仕事もスタート。
1981年からは六本木のライブ・ハウス「KENTO'S」のボーカリストとして週6日1日4ステージを6年間続けた。
1988年、J-WAVE開局と同時に同局のDJに起用される。2004年7月まで、同局で様々なレギュラー番組の他、ホリデー・スペシャル、イベントMC、ラジオCM等を担当。開局よりナレーションを担当していた事業告知ではJ-J-J-J-Waveが話題となり、新聞の四コマ漫画にも取り上げられ、流行語にもなった。
以降、NHK-FM、InterFM、bayfm、J-wave Brandnew J、ZIP FM、RADIO-i等、様々なラジオ局でDJとして活動している。 
機内番組
- 日本航空 - 2001年までの10年間、ジャズ・ポップス・ディズニー番組等を担当。
- 全日空 - 2002年春からは「ANA Aosis Club」を担当。

付記
- 長野冬季五輪 - 聖火ランナーに選ばれた。
- 東京ディズニーランド「エレクトリカルパレード」
ファイナルにJ-wave出演番組名入りフロートにて参加。
- 2017年3月28日、初のエッセイ『ラジオに恋して 僕らのラジオデイズ1980-2016』が出版された。
- 「JR東日本 駅グッド・マナー・キャンペーン」
クリス・ペプラーとともにイメージ・キャラクターとして、キャンペーンポスター・電車内ポスター・ラジオCMに一年間出演。

## ラジオ番組

### 現在
2016年4月現在。
- THE NIGHTFLY[1]（K-mix、2010年6月6日-・日曜19:00-19:55）
- PREMIUM WORLD[2]（K-mix、2013年4月5日-・金曜18:30-18:55）
- The Lucy Show[3]（FMたちかわ、金曜20:00-22:00）

### 過去
- BIG SPECIAL（JFN、月・火曜25:00-28:00）
- InterFM「RESORT GATE from IKSPIARI」（土曜8:00-11:00）
- bayfm「Live From CLUB IKSPIARI」（金曜22:00-23:00）
- RADIO-i「Lucy's Cafe」（日曜11:00-13:00）
- InterFM・RADIO-i・FM COCOLO・Love FM「NITE CRAWLER」（2004年10月-2006年3月）
- J-WAVE「BEAT LINE」
- J-WAVE「GOOD TIMES LUCY!」
- J-WAVE「MIDNIGHT FACES」
- J-WAVE「ANTE MERIDIAN]
- J-WAVE「POST MERIDIAN」
- J-WAVE「BODY AND SOUL」（2002年4月-2004年7月）
- J-WAVE「AZ-WAVE」
- J-WAVE DAZ94[4]「Featuring」
- InterFM「THE SMOOTH」（2006年4月-2007年3月）
- TOKYO FM「A'll that RADIO」（赤坂泰彦の代役として。2007年9月3日-2007年9月7日）
- InterFM「Mt. RAINIER CAFE」（-2008年3月）
- InterFM「Resort Gate」
- InterFM「Nightwalker」
- ZIP FM「Jazzit 21」
- 文化放送「キンキンのサタデー歌謡ベストテン」（1982年）
- 文化放送「テクギン・サウンド・スポット」
- RFラジオニッポン「Big Wave Fine」
- JFN「ホットショット」
- J-WAVE「Brandnew J[5]」（月・木14:00-17:50）
- ANA SKY RADIO 8Ch「SLOW MUSIC STYLE」
- NHK-FM「ミュージックプラザ」（2005年3月-2016年3月、火曜16:00-17:20）

## テレビ番組
- NTV「新・底ぬけ脱線ゲーム」
- TBS「ぎんざNOW!」
- NTV「スーパーポップTV」
- NHK「東京JAZZ」
- MUSIC AIR「Lucy's Room」（火-土曜）
- テレビ東京「ゴルフ宮里道場」（2011年）
- ミュージック・ジャパンTV「踊歌天国」（2025年）

## モデル
テレビCM・ポスター
- トヨタ
- 明治製菓
- 富士銀行

雑誌
- JJ
- an・an
- mc Sister
- 装苑
- 女学生の友付録ファッション誌「プチプチ」
- Fine

## 著書
『ラジオに恋して 僕らのラジオデイズ1980-2016』 （ GOMA BOOKS 2017年3月28日)

## ディスコグラフィ

### シングル
- 北海道博覧会 テーマ曲（ポリドール、1982）
- 「風よつたえて」（丸井サウンドシャワー テーマ曲）（VAP、1983 ）
- KAMA SUTRA (インペリアルレコード、2000）

### アルバム
- アニメ映画「あいつとララバイ」（JVC、1985）
- Shockin' 60's（ワーナー、1981）
- Lucy&Kento's Oldies Station（VAP、1982）
- Lucy Kent 「I am Lucy」（VAP、1983）
- We Love Kento's (Live)（VAP、1984）
- Snow Navigation（ポリスター、1994）
- Lucy「Mommy Attack」（インペリアルレコード、2000）

## CMソング
- ハーゲンダッツ
- 花王
- TBS ブロードキャスターテーマ曲「ペーパー・ムーン」
- アニメ「あいつとララバイ」挿入歌2曲

## ライブ
- 六本木ヴェルファーレ・ミニ・ライブ（2000年5月3日）
- 原宿アストロホール・オープン記念のこけらおとしコンサート（2000年5月18日）
- 原宿アストロホール「Mommy Attack」コンサート（2000年8月26日、J-wave後援）
- 新星堂・ヴァージン・HMVインストアー・アコースティク・ライブ（2000年8月）
- インペリアルレコード・コンベンション＠ヴェルファーレ・ミニ・ライブ（2000年8月1日）

## CDライナー・ノーツ
- ジョー・サンプル
- ラリー・カールトン
- ワークシャイ
- アンディー・スニッツアー
- カシアス・スレイド

## ボイス・ナビゲーション
- 「JAMIN[6]」（メールソフト）
- クラリオン「アゼスト・カーナビゲーション・システム英語版」
- DHC総合教育研究所「ヒアリング・ステーションVoice55」 - 総合ナビゲート
- ソニー「リンガフォン」
- ベネッセコーポレーション「こどもちゃれんじ」
- ベネッセコーポレーション  アン藤崎のアルファベットまるわかりCD  (アン藤崎)